# لغة ترجمو
لغة الترجمة هي لغة طقسية كانورية في نيجيريا. يشار إليها أيضًا باسم كانيمبو القديمة أو الكلاسيكية، وهي شكل حديث من اللغة الكنمبية [الإنجليزية] القديم من حوالي عام 1400 ميلادي وهي غير مفهومة مع كانيمبو أو كانوري الحديثة. الاسم مشتق من الفعل العربي " ترجم "، ويعني "ترجم". ويُستخدم هذا المصطلح بشكل أساسي من علماء المسلمين لتفسير القرآن الكريم وغيره من النصوص العربية.

## فهرس
- Bondarev، Dmitry (2024). Old Kanembu – English Dictionary English–Old Kanembu Dictionary. DOI:10.13140/RG.2.2.14739.04648. مؤرشف من الأصل في 2025-03-18. اطلع عليه بتاريخ 2024-12-12.
- SOAS. "Borno and Old Kanembu Islamic Manuscripts". SOAS Digital Collections. اطلع عليه بتاريخ 2024-12-12.